# Ford Model F
O Ford Model F foi um carro produzido pela Ford Motor Company entre 1905 e 1906 após a fabricação de 1.000 unidades.